# Otto Loewi

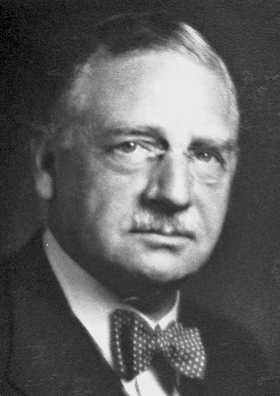
Otto Loewi (1936)

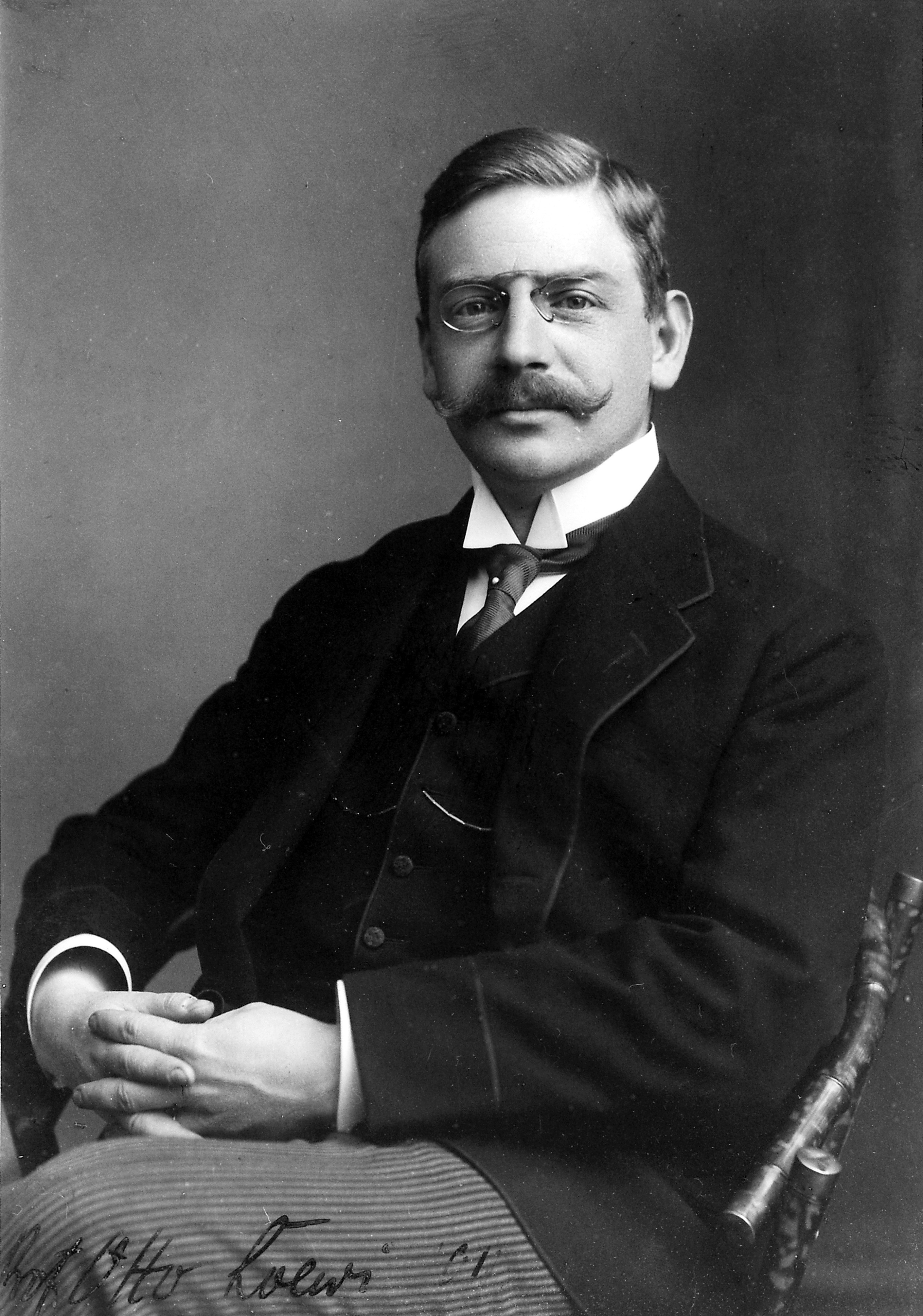
Otto Loewi

Otto Loewi (* 3. Juni 1873 in Frankfurt am Main; † 25. Dezember 1961 in New York) war ein deutsch-österreichisch-amerikanischer Pharmakologe. Für ihre Entdeckungen bei der chemischen Übertragung der Nervenimpulse erhielten er und Henry H. Dale 1936 den Nobelpreis für Medizin.

## Lebenslauf

### Jugend und Studium
Otto Loewi wurde am 3. Juni 1873 in Frankfurt am Main als Sohn des jüdischen Weinhändlers Jacob Loewi und dessen Frau Anna Willstätter geboren. Hier besuchte Loewi das städtische Gymnasium von 1882 bis 1891 und begann dann sein Medizinstudium an den Universitäten in München und Straßburg. In Straßburg wurde er im Wintersemester 1891 Mitglied der Burschenschaft Germania. Als Student besuchte Loewi allerdings eher selten die Vorlesungen der Medizin, sondern begab sich häufig in die Kurse der philosophischen Fakultät. Eine Ausnahme bildeten die anatomischen Kurse bei Gustav Schwalbe sowie der Sommer 1893, in dem er sich intensiv auf sein Physikum vorbereitete. Sein Examen bestritt er 1894, ohne dass sich bis dahin sein Verhältnis zur Medizin grundlegend geändert hätte.
1896 promovierte Otto Loewi an der Universität Straßburg über die Arbeiten von und unter Oswald Schmiedeberg, der als einer der Väter der modernen Pharmakologie gilt. Dabei führte er zu diesem Zeitpunkt bereits Experimente an isolierten Froschherzen durch. Daneben waren es unter anderem der Internist Bernhard Naunyn sowie Oskar Minkowski und Adolph Magnus-Levy (1865–1955), welche für seine medizinische Ausbildung zuständig waren.
Nach seiner Promotion beschäftigte sich Otto Loewi in Frankfurt mit anorganischer und analytischer Chemie. Danach arbeitete er einige Monate am Institut für Biochemie bei Franz Hofmeister in Straßburg. Von 1897 bis 1898 war Loewi Assistent von Carl von Noorden am Städtischen Krankenhaus in Frankfurt. Besonders aufgrund seiner Arbeit mit Patienten mit weit fortgeschrittener Tuberkulose oder Lungenentzündung, die sehr häufig ohne Heilungschancen starben, entschied Loewi sich gegen eine Karriere als praktischer Arzt. Stattdessen schlug er den Weg der medizinischen Grundlagenforschung ein, vor allem der klinischen Pharmakologie.

### Von Marburg nach Graz
1898 wurde Otto Loewi Assistent von Professor Hans Horst Meyer am Pharmakologischen Institut der Universität Marburg und habilitierte sich hier im Jahr 1900. 1904 ging er mit Meyer nach Wien. 1905 wurde Otto Loewi Assistenzprofessor von Meyer am pharmakologischen Institut in Wien. Er nahm die österreichische Staatsbürgerschaft an, wobei er die deutsche jedoch ebenfalls behielt.
1907 lernte er Guida Goldschmiedt, die Tochter des Ordinarius für Chemie Doktor Guido Goldschmiedt, kennen und heiratete diese 1908. Mit ihr hatte er vier Kinder (Hans, Victor, Guido und Anna). 1909 erhielt Loewi seinen eigenen Lehrstuhl für Pharmakologie an der Karl-Franzens-Universität Graz.
Bereits in Marburg konzentrierte sich die Arbeit von Otto Loewi auf das große Feld der Stoffwechselforschung. Seine Ergebnisse über die Wirkung des Phlorizins, welches die Glukosurie auslöst, sowie weitere über den Nukleinsäuremetabolismus beim Menschen trugen ihm bereits 1900 seine erste Stelle als Privatdozent ein. 1901 wies Loewi nach, dass der tierische Organismus nicht in der Lage ist, aus Fetten Kohlenhydrate zu synthetisieren, 1902 publizierte er seine Arbeit Über Eiweisssynthese im Tierkörper, in der er zeigt, dass Tiere in der Lage sind, ihre Proteine auf der Basis von Aminosäuren selbst herzustellen. Für die damalige Zeit war dieses Gebiet und Wissen Neuland, und es stellte somit einen wichtigen Beitrag zur Ernährungslehre dar. Ebenfalls 1902 folgte der erste Teil einer Publikationsserie über Experimente zur Physiologie und Pharmakologie der Nierenfunktion. Im gleichen Jahr 1902 verbrachte Loewi einige Monate im Labor von Ernest Starling in London und arbeitete gemeinsam mit William Bayliss. Hier traf Otto Loewi das erste Mal auf Henry Dale, mit welchem er sich 34 Jahre später den Nobelpreis für Medizin teilen sollte.
Nach seiner Rückkehr nach Marburg konzentrierte er sich wieder auf seine Untersuchungen zur Nierenfunktion, vor allem auf die Funktionsweise von Diuretika. 1905, nach seiner Einstellung in Wien, griff er die Fragestellungen des Kohlenhydratstoffwechsels erneut auf. In diesem Kontext konnte Loewi nachweisen, dass eine Bevorzugung von Fruktose gegenüber Glukose nicht nur bei Hunden auftritt, denen die Bauchspeicheldrüse entfernt wurde, sondern auch bei solchen Versuchstieren, bei denen Glykogen durch andere Umstände fehlt, etwa durch eine Phosphorvergiftung. Damit konnte er die von Oskar Minkowski publizierte Hypothese widerlegen. Außerdem konnte er beweisen, dass das Herz, anders als die Leber, keine Fruktose speichern kann. Auch die Tatsache, dass ausgehungerte Kaninchen (die daher keine Glykogenreserven mehr besitzen) bei der regelmäßigen Injektion von Adrenalin wieder einen normalen Glykogenspiegel erreichen, obwohl sie weiterhin hungern, wies er nach.
Neben diesen Forschungsarbeiten bezüglich des Kohlenhydratstoffwechsels arbeitete Otto Loewi gemeinsam mit Alfred Fröhlich an der Erforschung des vegetativen Nervensystems. Seine bekannteste Veröffentlichung auf diesem Gebiet, Über eine Steigerung der Adrenalinfreisetzung durch Kokain, erschien 1910 mit dem Ergebnis, dass bereits kleine Dosen von Kokain die Reizbarkeit der sympathisch innervierten Organe potenzieren.
Als Professor in Graz hatte Otto Loewi endlich Gelegenheit, seine Qualitäten als Redner und Lehrer unter Beweis zu stellen und zu kultivieren. Zugleich setzte er seine Studien zum Kohlenhydratstoffwechsel fort und konzentrierte sich dabei vor allem auf die Umstände der Hyperglykämie, welche durch Adrenalin ausgelöst wird.

### Die Aufklärung der Synapsenfunktion und der Nobelpreis
Im Jahr 1921 entdeckte Otto Loewi am Froschpräprat die chemische Weiterleitung von Nervenimpulsen auf das Zielorgan. Er schaffte es, die Vagusnerven von Froschherzen in einer Kochsalzlösung zu stimulieren, in der bereits andere vorher bewusst angeregte Herzen lagen. So konnte Loewi nachweisen, dass für die Übertragung eines Nervenimpulses auf das Herz ein chemischer Stoff verantwortlich sein musste, den er als „Vagusstoff“ bezeichnete und der später von Henry Dale als Acetylcholin identifiziert werden konnte. Er hatte auf diese Weise den ersten Neurotransmitter gefunden und etablierte damit ein Forschungsfeld, welches in den Folgejahren durch ihn und seine Kollegen massiv vorangebracht werden konnte.
Vor der Entdeckung der Neurotransmitter war diese Stelle der Nervenleitung zum ausführenden Organ vollkommen unbekannt. Man ging zwar davon aus, dass es einen Impuls der Nerven an das Organ geben musste, wie dies aber vonstattenging, war Gegenstand eines Forscherstreites. Während eine Vielzahl von Forschern eine elektrische Weiterleitung für die richtige Lösung hielt, gab es einige Wissenschaftler wie Otto Loewi, die an eine chemische Übertragung glaubten. Diese konnte Loewi aufgrund seiner Experimente nun beweisen. Er ermöglichte dadurch auch ein neues Verständnis für physiologische Vorgänge wie z. B. verschiedene Lähmungen. So konnte für den Stoff Hyoscyamin geklärt werden, dass er nicht die Nerven lähmt, sondern an den Rezeptoren in den signalempfangenen Synapsen wirkt. Durch weitere Versuche konnten auch der Abbau des Acetylcholins durch ein Enzym, die Acetylcholinesterase, sowie die hemmende Wirkung des Abbaus durch Alkaloide entdeckt werden.

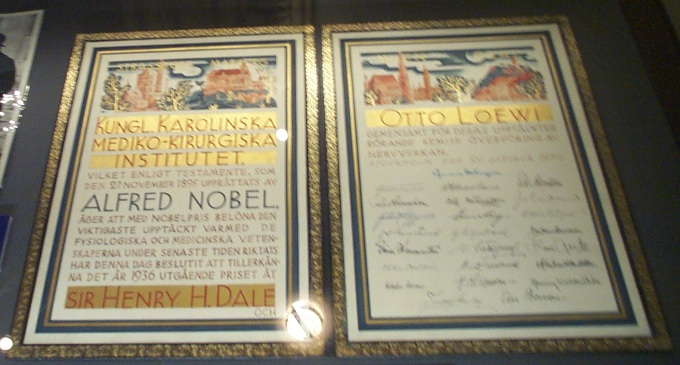
Nobeldiplom von Otto Loewi

Für diese Forschungen und Ergebnisse erhielten Loewi und Dale 1936 den Nobelpreis für Medizin, da diese zu einer völlig neuen Betrachtung der Neuromedizin geführt haben. Seiner eigenen Aussage zufolge erschien ihm das eigentlich sehr simple Experiment mit dem Froschherzen im Traum.

### Die Zeit nach dem Nobelpreis
Am 12. März 1938 erfolgte der Anschluss Österreichs an das nationalsozialistische Deutschland und der an der Universität Wien lehrende Anatom und SA-Funktionär Eduard Pernkopf gehörte zu den Personen, die mit der Gleichschaltung und „Säuberung“ der Universität beauftragt wurden. Der mittlerweile 65-jährige Otto Loewi wurde als Jude für einige Monate inhaftiert und danach bedrängt, das Land zu verlassen. Vorher musste er jedoch die schwedische Bank in Stockholm anweisen, das Preisgeld für den Nobelpreis an eine Bank zu überweisen, die von den Nationalsozialisten kontrolliert wurde.

„Forced by the Nazi authorities to leave Austria, I departed from Graz on September 28, 1938, for London. Before leaving, in the presence of Gestapo men, I had to order the Swedish bank in Stockholm to transfer the Nobel prize money, deposited with the bank in 1936, to a prescribed Nazi-controlled bank.“

Otto Loewi ging als Gastprofessor an die Université Libre in Brüssel und an das Nuffield Institute in Oxford, bevor er 1940 das Angebot der New York University annahm und dort eine Stelle als Professor für Pharmakologie antrat. Er arbeitete hier gemeinsam mit George Wallace. 1946 erhielt Otto Loewi die amerikanische Staatsbürgerschaft. Er starb am 25. Dezember 1961.
Erst im Sommer 1958 kam er für wenige Tage als Ehrengast beim 4. Internationalen Kongress für Biochemie in Wien wieder nach Österreich zurück.

## Ehrungen

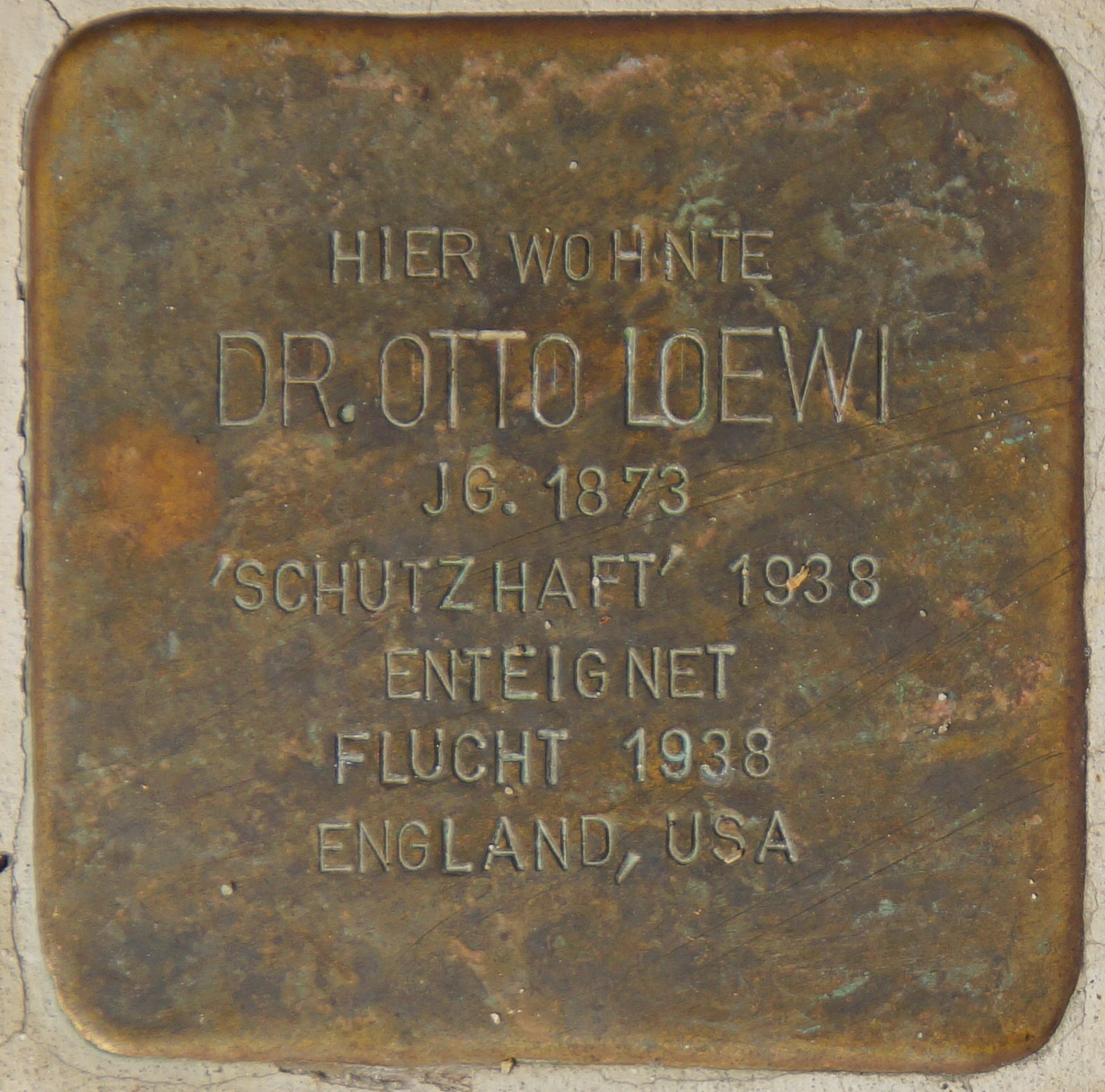
Stolperstein für Otto Loewi, Johann-Fux-Gasse 35, Graz, verlegt am 20. September 2019

- Nobelpreis für Medizin (1936, mit Henry Dale)
- Ehrendoktor der New York University
- Ehrendoktor der Yale University,
- Ehrendoktor der Universität Graz,
- Ehrendoktor der Johann Wolfgang Goethe-Universität Frankfurt am Main
- Preisträger des Lieben-Preises
- Cameron Prize der University of Edinburgh (1944)
- Ehrenmitglied der Physiological Society in London
- Ehrenmitglied der Harvey Society in New York
- Ehrenmitglied der Società Italiana di Biologia Sperimentale
- Korrespondierendes Mitglied der Ärztevereinigung in Wien
- Korrespondierendes Mitglied der Wiener Biologischen Gesellschaft
- Korrespondierendes Mitglied der Gesellschaft zur Förderung der Naturwissenschaften in Marburg
- Mitglied der Deutschen Akademie der Naturforscher Leopoldina (seit 1932)
- Ehrenmitglied (Honorary Fellow) der Royal Society of Edinburgh (1939)[4]
- Korrespondierendes Mitglied der Bayerischen Akademie der Wissenschaften (seit 1954)
- Auswärtiges Mitglied der Royal Society (1954)[5]
- Schmiedeberg-Plakette (1957), Deutsche Pharmakologische Gesellschaft
- Österreichisches Ehrenzeichen für Wissenschaft und Kunst (1959)
- Ehrenring der Stadt Graz (1959)
- Mitglied der American Academy of Arts and Sciences (1959)
- In Graz, Bezirk St. Peter, trägt die Otto-Loewi-Gasse seinen Namen.
- In Wels ist die Otto-Loewi-Straße nach ihm benannt.

## Ausgewählte Werke
- Über Eiweisssynthese im Tierkörper. Arch. Exp. Pathologie und Pharmacologie 48 (1902), S. 303–330
- Über humorale Übertragbarkeit der Herznervenwirkung. Pflüger’s Archiv für die gesamte Physiologie des Menschen und der Tiere. Bd. 189 (1921), S. 239–242
- Über humorale Übertragbarkeit der Herznervenwirkung. II. Mitteilung. Pflügers Archiv für die gesamte Physiologie des Menschen und der Tiere. 193 (1922), S. 201–213
- mit E. Navratil: Über humorale Übertragbarkeit der Herznervenwirkung. VI. Mitteilung. Pflügers Archiv für die Gesamte Physiologie des Menschen und der Tiere, Bd. 36 (1924), S. 123–134
- Otto Loewi und E. Navratil: Über humorale Übertragbarkeit der Herznervenwirkung. VII. Mitteilung. Pflügers Archiv für die Gesamte Physiologie des Menschen und der Tiere 206 (1924), S. 135–140
- mit E. Navratil: Über humorale Übertragbarkeit der Herznervenwirkung. X. Mitteilung: Über das Schicksal des Vagusstoffs. Pflügers Archiv für die Gesamte Physiologie des Menschen und der Tiere 214 (1926), S. 678–688
- mit E. Navratil: Über humorale Übertragbarkeit der Herznervenwirkung. XI. Mitteilung: Über den Mechanismus der Vaguswirkung von Physostigmin und Ergotamin. Pflügers Archiv für die Gesamte Physiologie des Menschen und der Tiere 214 (1926), S. 689–696
- The Ferrier Lecture: On problems connected with the principle of humoral transmission of nervous impulses. Proceedings of the Royal Society 118 B (1935), S. 299–316
- From the workshop of discoveries. University of Kansas Press, 1953
- Introduction. Pharmacological Reviews 6 (1954), S. 3–6
- A scientist’s tribute to art: Essays in honour of Hans Tietze. Gazette of Beaux Arts 1958, S. 389–392
- An autobiographical sketch. Perspectives in Biology and Medicine 4 (1960), S. 3–25